# Filipijnen op de Olympische Zomerspelen 1948
De Filipijnen namen deel aan de Olympische Zomerspelen 1948 in Londen, Engeland. Voor het eerst sinds 1924 werd geen enkele medaille gewonnen.

## Deelnemers per onderdeel
In de volgende paragrafen worden de Filipijnse deelnemers aan deze Spelen genoemd.

### Atletiek
| Olympiër       | Discipline | Resultaat | Prestatie            |
| -------------- | ---------- | --------- | -------------------- |
| Bernabe Lovina | 100m (m)   | series    | serie 6: 5de         |
| Bernabe Lovina | 200m (m)   | series    | serie 2: 3de in 23,2 |

### Basketbal
| Olympiër | Discipline | Resultaat | Prestatie |
| --- | ---------- | --------- | --- |
| Manuel Araneta Ramon Campos Eduardo Decena Andres Dela Cruz Felicisimo "Fely" Fajardo Gabriel "Gabby" Fajardo Edgardo "Eduardo" Fulgencio Antonio Martinez Lauro Mumar Francisco Vestil | mannen     | 12e       | groep B: 5de W van Irak: 102-30 W van Zuid-Korea: 35-33 V van Chili: 38-69 W van Republiek China: 51-32 V van België: 34-35 9-16de plek: W van Argentinië: 45-43 9-12de plek: V van Peru: 29-40 11-12de plek: V van België: 34-38 |

| Groep B |                 |             |             |             |            |            |            |        |
| #       | Land            | Wedstrijden | Wedstrijden | Wedstrijden | Doelpunten | Doelpunten | Doelpunten | Punten |
| #       | Land            | G           | W           | V           | V          | T          | Saldo      | Punten |
| 1       | Zuid-Korea      | 5           | 3           | 2           | 258        | 152        | +106       | 8      |
| 2       | Chili           | 5           | 3           | 2           | 269        | 162        | +107       | 8      |
| 3       | België          | 5           | 3           | 2           | 234        | 156        | +78        | 8      |
| 4       | Republiek China | 5           | 3           | 2           | 281        | 202        | +79        | 8      |
| 5       | Filipijnen      | 5           | 3           | 2           | 261        | 200        | +61        | 8      |
| 6       | Irak            | 5           | 0           | 5           | 113        | 545        | -432       | 5      |

| Ronde        | Plaats     | Land   | Score           | Land |
| ------------ | ---------- | ------ | --------------- | ---- |
| Groepsfase   |            |        |                 |      |
| Londen       | Filipijnen | 102-30 | Irak            |      |
| Londen       | Filipijnen | 35-33  | Zuid-Korea      |      |
| Londen       | Chili      | 68-39  | Filipijnen      |      |
| Londen       | Filipijnen | 51-32  | Republiek China |      |
| Londen       | België     | 35-34  | Filipijnen      |      |
| 9-16de plek  |            |        |                 |      |
| Londen       | Filipijnen | 45-43  | Argentinië      |      |
| 9-12de plek  |            |        |                 |      |
| Londen       | Filipijnen | 40-29  | Peru            |      |
| 11-12de plek |            |        |                 |      |
| Londen       | België     | 38-34  | Filipijnen      |      |

### Boksen
| Olympiër          | Discipline | Resultaat | Prestatie                                    |
| ----------------- | ---------- | --------- | -------------------------------------------- |
| Ricardo Adolfo    | -51kg (m)  | 17e       | 1ste ronde: V van ARG Pérez                  |
| Bonifacio Zarcal  | -54kg (m)  | 17e       | 1ste ronde: V van ITA Zuddas                 |
| Leon Trani        | -57kg (m)  | 17e       | 1ste ronde: V van POL Antkiewicz             |
| Ernesto Porto     | -60kg (m)  | 17e       | 1ste ronde: vrij 2de ronde: V van RSA Dreyer |
| Mariano Velez Jr. | -67kg (m)  | 17e       | 1ste ronde: V van CAN Blackburn              |

### Gewichtheffen
| Olympiër            | Discipline | Resultaat | Prestatie                                                                                |
| ------------------- | ---------- | --------- | ---------------------------------------------------------------------------------------- |
| Rodrigo del Rosario | -60kg (m)  | 5e        | drukken: 2de met 97,5kg trekken: 6de met 92,5kg stoten: 10de met 117,5kg totaal: 307,5kg |

### Schietsport
| Olympiër             | Discipline              | Resultaat | Prestatie  |
| -------------------- | ----------------------- | --------- | ---------- |
| Martin Gison         | 50m geweer liggend (m)  | 43e       | 585 punten |
| Cesar Jayme          | 50m geweer liggend (m)  | 17e       | 593 punten |
| Albert Von Einsiedel | 50m geweer liggend (m)  | 22e       | 591 punten |
| Martin Gison         | 50m pistool (m)         | 25e       | 514 punten |
| Albert Von Einsiedel | 50m pistool (m)         | 26e       | 512 punten |
| Martin Gison         | 25m snelvuurpistool (m) | 40e       | 530 punten |

### Worstelen
| Olympiër         | Discipline  | Resultaat   | Prestatie                                                |
| Vrije stijl      | Vrije stijl | Vrije stijl | Vrije stijl                                              |
| ---------------- | ----------- | ----------- | -------------------------------------------------------- |
| Francisco Vicera | -57kg (m)   | 12e         | 1ste ronde: V van GBR Cazaux 2de ronde: V van FRA Kouyos |

### Zwemmen
| Olympiër          | Discipline           | Resultaat | Prestatie                                           |
| ----------------- | -------------------- | --------- | --------------------------------------------------- |
| Sambiano Basanung | 400m vrije slag (m)  | 34e       | series: 34ste in 5.21,5                             |
| Sambiano Basanung | 1500m vrije slag (m) | 23e       | series: 23ste in 21.05,09                           |
| René Ambuyok      | 200m schoolslag (m)  | 13e       | series: 16de in 2.52,6 halve finale: 13de in 2.51,8 |
| Jacinto Cayco     | 200m schoolslag (m)  | 18e       | series: 18de in 2.54,0                              |

Afghanistan · Argentinië · Australië · België · Bermuda · Birma · Brazilië · Brits-Guiana · Canada · Ceylon · Chili · Colombia · Cuba · Denemarken · Egypte · Filipijnen · Finland · Frankrijk · Griekenland · Groot-Brittannië · Hongarije · Ierland · IJsland · India · Irak · Iran · Italië · Jamaica · Joegoslavië · Libanon · Liechtenstein · Luxemburg · Malta · Mexico · Monaco · Nederland · Nieuw-Zeeland · Noorwegen · Oostenrijk · Pakistan · Panama · Peru · Polen · Portugal · Puerto Rico · Republiek China · Singapore · Spanje · Syrië · Trinidad en Tobago · Tsjecho-Slowakije · Turkije · Uruguay · Venezuela · Verenigde Staten · Zuid-Afrika · Zuid-Korea · Zweden · Zwitserland